# ریچارد والستروم
ریچارد والستروم (انگلیسی: Richard Wahlstrom; ۸ نوامبر ۱۹۳۱ – ۱۸ دسامبر ۲۰۰۳) قایقران روئینگ اهل ایالات متحده آمریکا بود.